# ۱۳۹۵ (خورشیدی)
سال ۱۳۹۵ خورشیدی، هزار و سیصد و نود و پنجمین سالِ گاه‌شماری هجری خورشیدی است.
سرآغاز آن ساعت ۰۸:۰۰:۱۲ روز یکشنبه ۱ فروردین ۱۳۹۵ خورشیدی به وقت ایران برابر با ۲۱ مارس ۲۰۱۶ میلادی (مطابق با ۱۰ جمادی‌الثانی ۱۴۳۷ قمری قراردای) بود. این سال کبیسه و روز دوشنبه ۳۰ اسفند پایان آن بود.

## نام‌گذاری‌ها
- این سال در گاه‌شماری حیوانی سال میمون است.
- این سال در ایران توسط علی خامنه ای «سال اقتصاد مقاومتی - اقدام و عمل» نام‌گذاری شد.

## رویدادها

### فروردین
- ۴ فروردین - مأموریت احمد شهید، گزارشگر ویژه حقوق بشر در ایران بار دیگر از سوی شورای حقوق بشر سازمان ملل متحد با ۲۰ رأی مثبت، ۱۵ رأی منفی و ۱۱ رأی ممتنع تمدید گردید.[۳]
- ۵ فروردین - وزارت دادگستری ایالات متحده آمریکا برای ۷ ایرانی به اتهام حمله سایبری به یک سد کوچک در اطراف نیویورک و چند بانک آمریکایی، کیفرخواست صادر کرد.[۴][۵]

### اردیبهشت
- ۱۶ اردیبهشت - آغاز یک دوره رسوایی فیش‌های حقوقی مدیران دولتی ایران که طی آن چندین مدیر مجبور به استعفا شدند و سران این کشور مجبور به موضع‌گیری شدند.[۶]
- ۲۰ اردیبهشت - گذر سیاره عطارد از ساعت ۱۵:۴۱ تا ۲۳:۱۰ به وقت تهران رخ داد که تا غروب از ایران نیز قابل رویت بود.[۷]
- ۲۴ اردیبهشت - قهرمان لیگ برتر خلیج فارس: باشگاه فوتبال استقلال.

### خرداد
- ۱ خرداد - ملا اختر منصور، رهبر طالبان طی حملهٔ هوایی نیروهای آمریکایی در پاکستان به قتل رسید. طالبان در بیانیه‌ای مرگ وی را تأیید و هبت‌الله آخندزاده را رهبر جدید و از سراج‌الدین حقانی و ملا محمد یعقوب به‌عنوان معاونان او نام برد.[۸]
- ۱ خرداد - انتشار گزارش تماس های میان ایالات متحده آمریکا و سید روح‌الله خمینی از رسانه بی‌بی‌سی.
- ۱۱ خرداد - علی لاریجانی رئیس دهمین دوره مجلس شورای اسلامی شد.[۹]
- ۱۵ خرداد - تیم ملی والیبال مردان ایران پس از ۵۲ سال و برای اولین بار به المپیک راه یافت.[۱۰][۱۱]
- ۱۷ خرداد - شورای حکام آژانس بین‌المللی انرژی اتمی در نشست خود، پایبندی ایران به تمام مفاد قطعنامه ۲۲۳۱ شورای امنیت سازمان ملل متحد را تأیید کرد.[۱۲]
- ۲۷ خرداد - پس از شش سال رأی اتحادیه اروپا مبنی بر ممنوعیت بخشی از ناوگان ایران‌ایر برای پرواز به اتحادیه اروپا لغو شد و با این کار، هواپیمایی جمهوری اسلامی ایران از لیست سیاه پرواز در اروپا بیرون آمد.[۱۳]
- ۳۱ خرداد - در پی سلب تابعیت شیخ عیسی احمد قاسم از سوی مقامات بحرین، قاسم سلیمانی فرمانده نیروی قدس سپاه پاسداران در بیانیه‌ای به دولت این کشور اخطار داد که این عمل باعث مقاومت مسلحانه و سقوط رژیم آل‌خلیفه خواهد شد.[۱۴]

### تیر
- ۲ تیر - در ایران، ۱۹ سرباز وظیفه پادگان آموزشی ۰۵ کرمان که به مرخصی می‌رفتند، در پی ناتوانی راننده در کنترل اتوبوس در محور سیرجان به نی‌ریز و در گردنه لایروز کشته شدند. این حادثه واکنش‌های زیادی از سوی مردم در پی داشت.[۱۵]
- ۴ تیر - درگیری بین نیروهای سپاه پاسداران ایران و اعضای حزب دموکرات کردستان در اطراف روستای بنگوین مهاباد منجر به مرگ ۱۲ نفر از این گروه شد. سپاه پاسداران طی اطلاعیه‌ای مدعی شد که کشته‌شدگان در پی نفوذ و انجام کار تروریستی در ایران بودند.[۱۶]
- ۱۲ تیر - در پی افشای حقوق‌های غیرمتعارف مسئولان ایرانی، مدیر عامل بانک صادرات توسط وزیر اقتصاد برکنار شد و مدیران عامل بانک‌های ملت و قرض‌الحسنه مهر ایران استعفا دادند.[۱۷]
- ۱۸ تیر - مجلس نمایندگان آمریکا با ۲۳۹ رأی موافق در برابر ۱۸۵ رأی مخالف قانون «منع فروش هواپیماهای «بوئینگ» را به ایران» تصویب کرد. بوئینگ خواستار اعمال این محدودیت برای همهٔ شرکت‌های هواپیماسازی از جمله ایرباس شد. این مصوبه در نهایت نیازمند تأیید رئیس‌جمهور است.[۱۸]
- ۱۹ تیر - آتش‌سوزی در مجتمع پتروشیمی بوعلی سینا در بندر ماهشهر خوزستان، پس از سه روز مهار شد.[۱۹]
- ۲۰ تیر - چهار فرد مسلح در شهر دالاهو به خودروی حشمت‌الله فلاحت‌پیشه، نماینده اسلام‌آباد غرب در مجلس حمله کرده و دو تن از همراهان وی را کشتند.[۲۰]
- ۲۳ تیر - مجلس نمایندگان آمریکا با ۲۴۹ رأی موافق در برابر ۱۷۶ رأی مخالف، «قانون منع خرید آب سنگین از ایران» را تصویب کرد. کاخ سفید پیش از آن تهدید کرده بود این قانون و هر قانونی که برجام را به چالش بکشاند را رد خواهد کرد.[۲۱]
- ۲۴ تیر - مجلس نمایندگان آمریکا با ۲۴۶ رأی موافق در برابر ۱۸۱ رأی مخالف، «قانون منع دسترسی ایران به نظام مالی آمریکا» را تصویب کرد. این طرح نخست باید به مجلس سنای این کشور رفته و سپس مورد تأیید رئیس‌جمهور قرار گیرد. گفتنی است که اکثر موافقان این طرح از حزب جمهوری‌خواه و دیگران دموکرات بودند.[۲۲]
- ۲۴ تیر - مجلس نمایندگان آمریکا با ۲۴۶ رأی موافق در برابر ۱۷۹ رأی مخالف «قانون مسئولیت‌پذیری ایران» را به منظور تسهیل اعمال تحریم‌های جدید علیه این کشور به تصویب رساند. در هنگام بررسی این طرح، دموکرات‌ها از این که این طرح روند معمول را برای بررسی نگذرانده شکایت داشتند.[۲۳]
- ۲۵ تیر - قنات‌های ایران از سوی یونسکو در فهرست میراث تاریخی-فرهنگی جهانی قرار گرفت. تنها دو روز بعد این سازمان کویر لوت را نیز در زمرهٔ آثار طبیعی این فهرست گنجاند.[۲۴][۲۵]
- ۳۰ تیر - تایید حکم آرمان عبدالعالی دوست و عامل جنایت قتل غزاله شکور در دیوان عالی کشور.[۲۶]

### مرداد
- ۳۱ مرداد - ایران با دریافت ۳ مدال طلا، یک نقره و ۴ برنز در ردهٔ بیست‌وپنجم بازی‌های المپیک تابستانی ۲۰۱۶ قرار گرفت. کیمیا علیزاده در این مسابقات با دریافت مدال برنز، نخستین زن مدال‌آور ایران در بازی‌های المپیک تابستانی شد. شد.[۲۷]

### شهریور
- ۷ شهریور - روزنامه شهروند با انتشار مصاحبه‌ای با یکی از اعضای اصلاح‌طلب شورای شهر تهران خبر از تخلف دو هزار و ۲۰۰ میلیارد تومانی در شهرداری تهران داد.[۲۸]

### آذر
- ۴ آذر - بر اثر انفجار خودروی بمب‌گذاری‌شده توسط داعش در نزدیکی شهر حله در عراق، بیش از ۵۰ زائر ایرانی کشته شدند.[۲۹]
- ۱۱ آذر - سنای ایالات متحده با ۱۰۰ رأی موافق، قانون تحریم ایران را به مدت ده سال دیگر تمدید کرد. پیش از آن نیز مجلس نمایندگان این کشور با ۴۱۹ رأی موافق در برابر ۱ رأی مخالف تمدید آن را تصویب کرده بود.[۳۰] کاخ سفید اعلام کرده بود تصویب تمدید این قانون آسیبی به برجام نخواهد زد. باراک اوباما مصوبه را امضا نکرد اما با توجه به گذشت ۱۰ روز از زمان تصویب، مصوبه نامبرده تبدیل به قانون شد.[۳۱]
- ۲۰ آذر - انتشار آلبوم تجربه کن، شادمهر عقیلی.
- ۲۳ آذر - در پی تمدید قانون تحریم ایران از سوی کنگره آمریکا، حسن روحانی رئیس‌جمهور ایران به صالحی رئیس سازمان انرژی اتمی این کشور دستور داد تا برنامه‌ریزی برای طراحی و ساخت پیشران‌های هسته‌ای جهت بهره‌گیری در حوزه ترابری دریایی را آغاز کند. همچنین وی در دستوری جداگانه به ظریف وزیر امور خارجه ایران دستور داد تا اقدامات مقتضی برای رسیدگی به موارد نقض برجام از سوی آمریکا را آغاز کند.[۳۲] مقام‌های آمریکایی این دستورها را ناقض برجام ندانستند.
- ۲۹ آذر - امضاء و ابلاغ منشور حقوق شهروندی توسط حسن روحانی
- ۱۰ آذر - اعضای اوپک توافق کردند جمعاً بین ۱ میلیون تا ۱٫۲ میلیون بشکه از تولید نفت خود در روز را کاهش دهند. با این حال ایران از کاهش تولید معاف شد.[۳۳]
- ۱۹ آذر - نخستین قرارداد سفارش ساخت کشتی‌های کانتینری مگا سایز ۱۴ هزار و ۵۰۰ TEU و تانکرهای حامل مشتقات نفتی و محمولات شیمیایی ۴۹ هزار تنی توسط شرکت کشتیرانی جمهوری اسلامی ایران و شرکت هیوندای کره جنوبی به امضا رسید. تأمین مالی این کشتی‌ها توسط بانک‌ها و شرکت‌های کره‌ای خواهد بود. نخستین کشتی در ۱۳۹۷ تحویل ایران خواهد شد.[۳۴]
- ۲۱ آذر - ایران‌ایر و شرکت بوئینگ قراردادی را امضا کردند تا طی ۱۰ سال ۸۰ فروند هواپیمای بوئینگ تحویل ایران شود. این نخستین قرارداد در نوع خود پس از ۳۷ سال تحریم صنایع هوایی ایران از سوی آمریکا بود. نخستین هواپیما در ۲۰۱۸ تحویل ایران‌ایر خواهد شد.[۳۵]
- ۵ آذر - دو قطار مسافربری در حوالی «ایستگاه هفت خوان» در محور سمنان–دامغان برخورد کردند و طی آن چهار واگن از ریل خارج و پنج واگن دچار آتش‌سوزی شدند. در این حادثه ۴۷ نفر کشته و ۱۰۳ نفر مصدوم شدند.[۳۶] یک روز پس از حادثه، محسن پورسیدآقایی، مدیرعامل وقت راه‌آهن از سمت خود استعفا داد.[۳۷]

### دی
- ۱۹ دی - در پی درگذشت اکبر هاشمی رفسنجانی، رئیس مجمع تشخیص مصلحت نظام و رئیس‌جمهور سابق ایران سه روز عزای عمومی در ایران اعلام شد.[۳۸][۳۹] دو روز بعد جمعیت انبوهی در تهران برای تشییع جنازهٔ وی گرد آمدند که در رسانه‌های خبری خبرساز شد.[۴۰] استاندار تهران، شمار مردم را ٨٫۵میلیون نفر ذکر کرد.[۴۱]
- ۲۳ دی - نخستین هواپیمای ایرباس ای ۳۲۱ خریداری شده پس از رفع تحریم‌های اتحادیه اروپا علیه ایران در فرودگاه مهرآباد به زمین نشست. این اولین هواپیمای نوی است که پس از ۳۸ سال به مالکیت ایران‌ایر درآمد. ۹۹ فروند دیگر از سفارش ایران‌ایر به ایرباس باقی مانده‌است.[۴۲][۴۳][۴۴]
- ۳۰ دی – بارندگی‌های شدید در استان سیستان و بلوچستان باعث شد تا رودخانه‌های فصلی در بخش‌های جنوبی این استان طغیان کرده و باعث سیل، آبگرفتگی و بسته‌شدن راه دسترسی به برخی روستاها شد.[۴۵]
- ۳۰ دی - آتش‌سوزی و ریزش ساختمان پلاسکو

### اسفند
- ۲ اسفند - جایزه بهترین فیلم خارجی در اسکار برای فیلم فروشنده به کارگردانی اصغر فرهادی
- ۲۹ اسفند - طغیان آب دریا مرسوم به سیش در شهر بندری دیر از توابع استان بوشهر و مرگ ۴ نفر به ثبت رسید.

## درگذشتگان

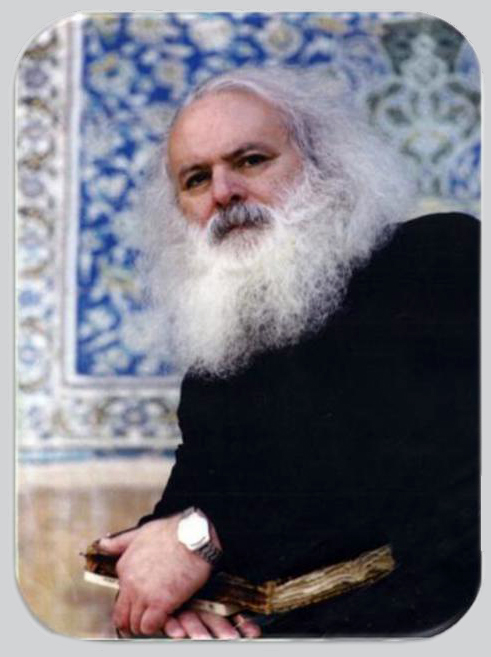
جابر عناصری

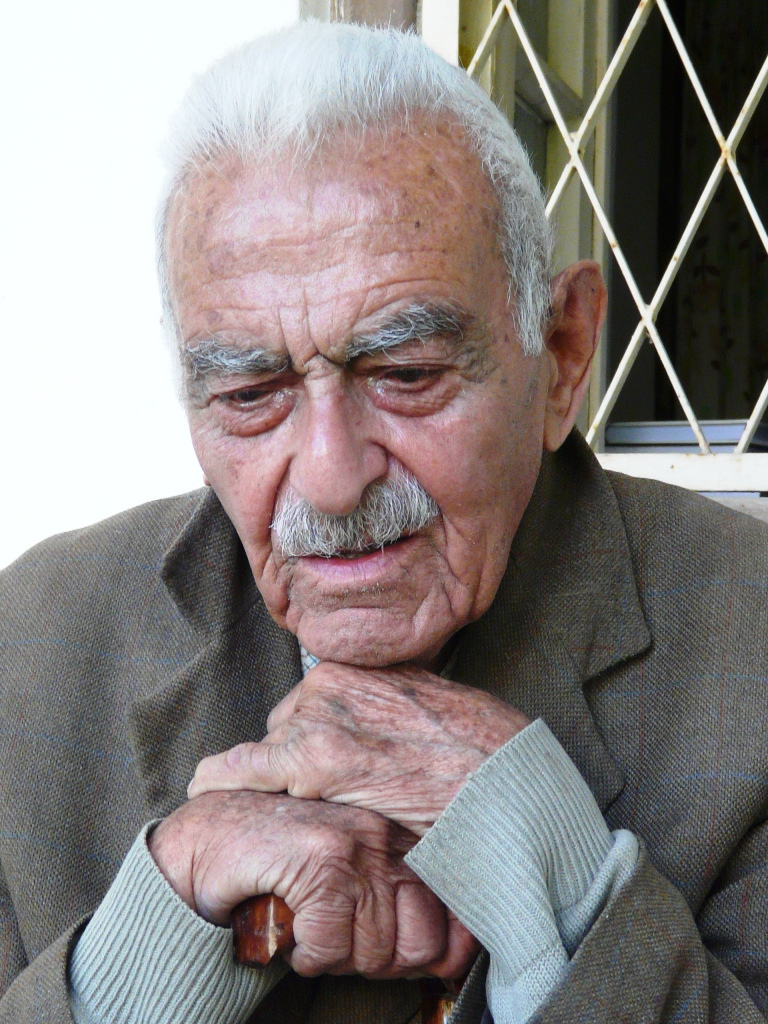
منوچهر ستوده

جواد لشکری

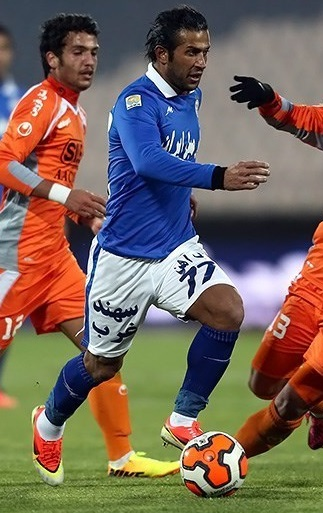
مهرداد اولادی

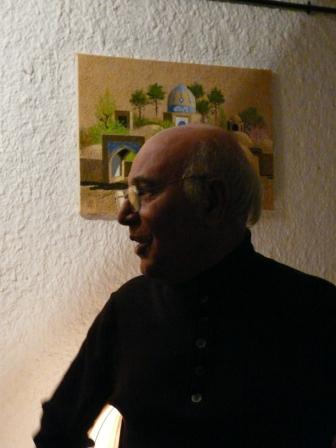
پرویز کلانتری

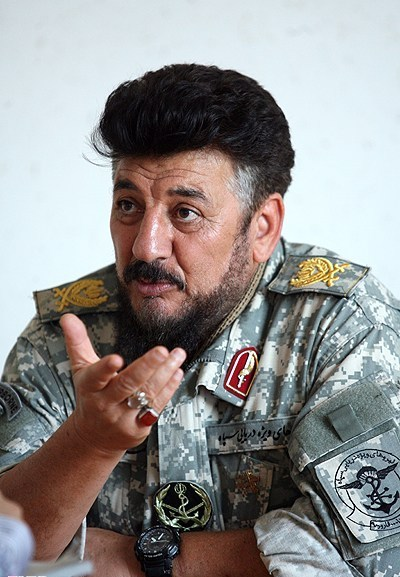
محمد ناظری

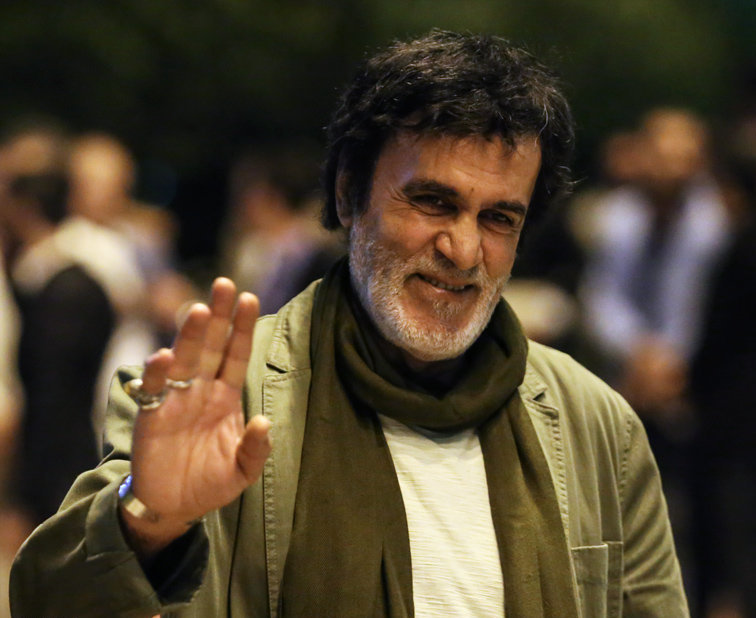
حبیب

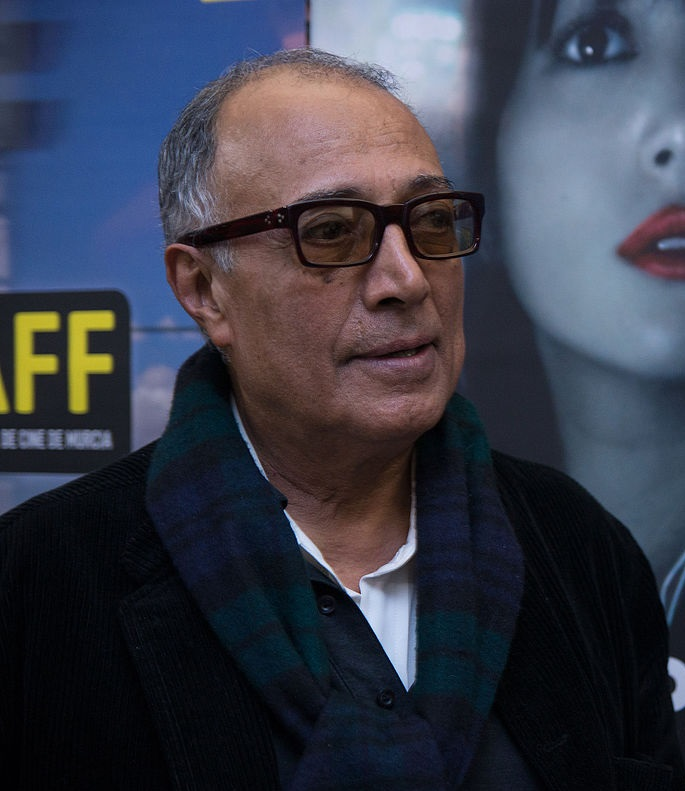
عباس کیارستمی

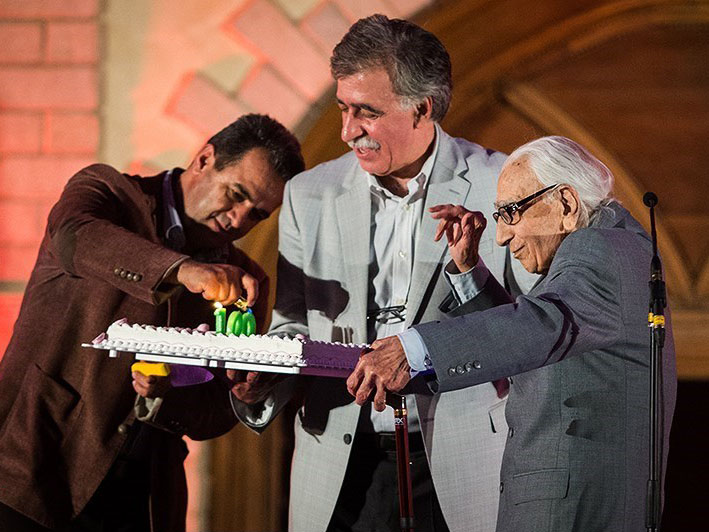
پرویز شاهین‌خو

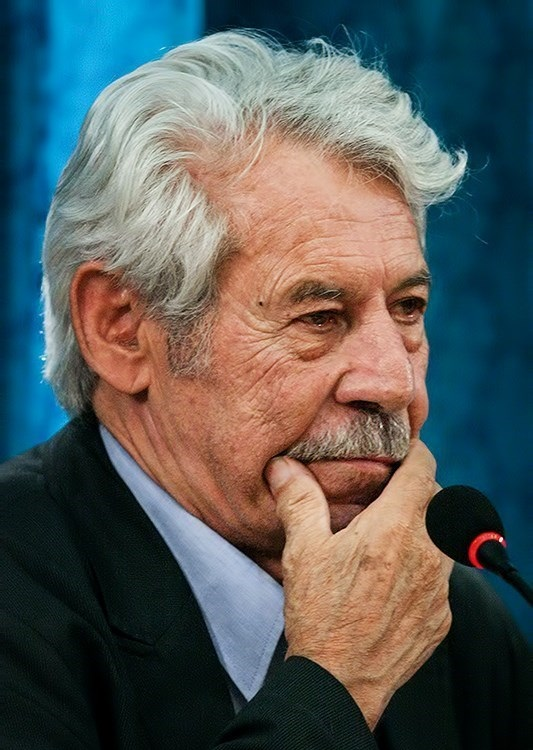
داوود رشیدی

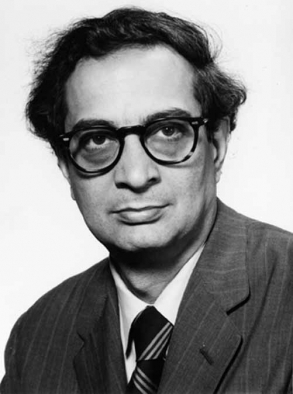
علی جوان

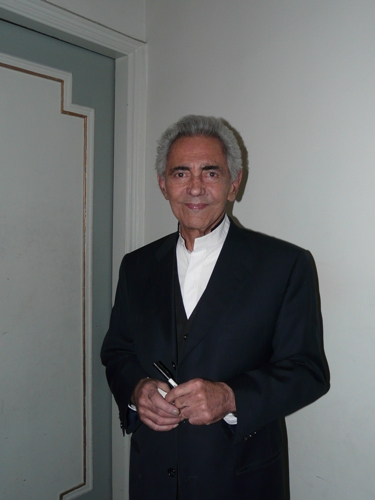
فرهنگ شریف

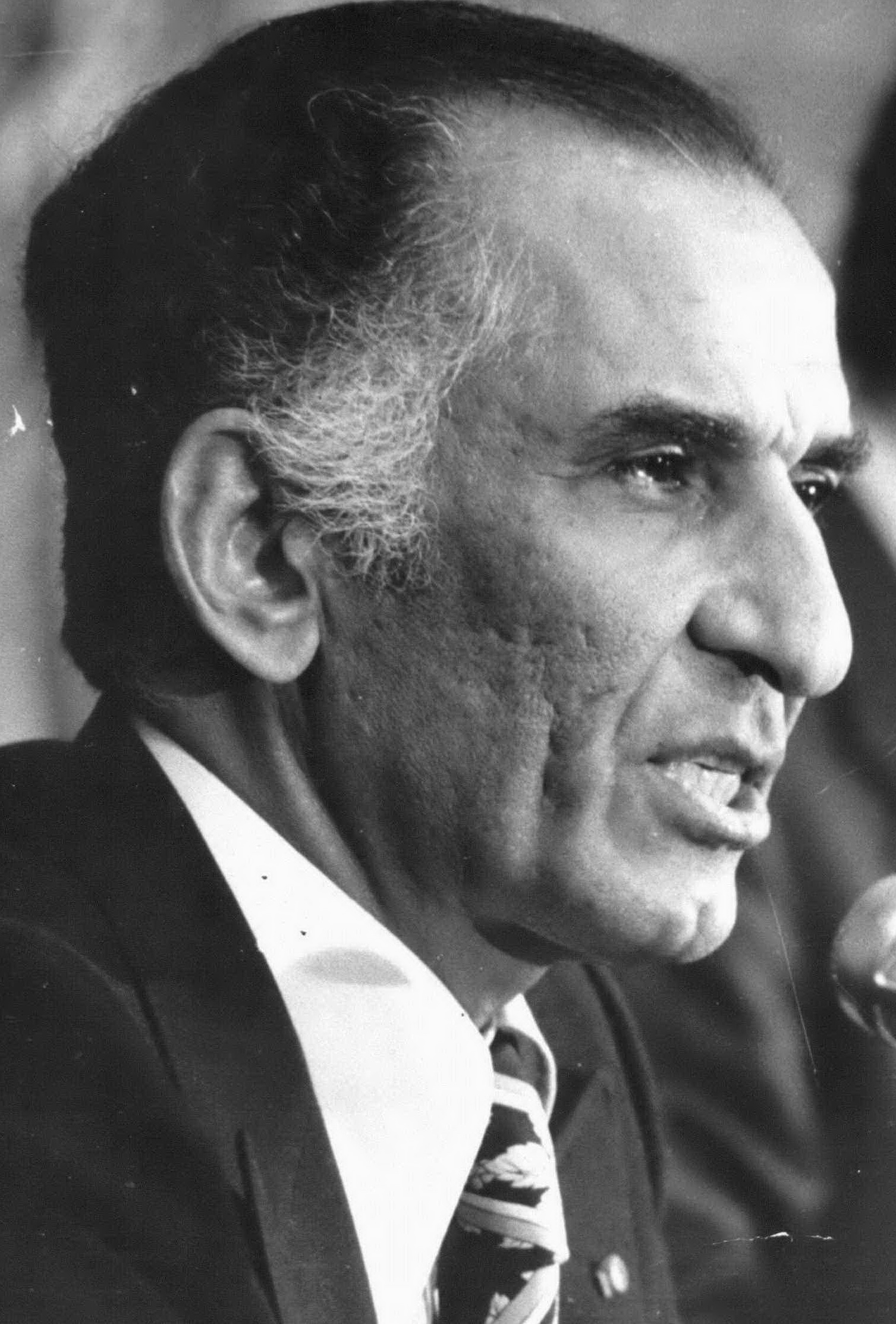
جمشید آموزگار

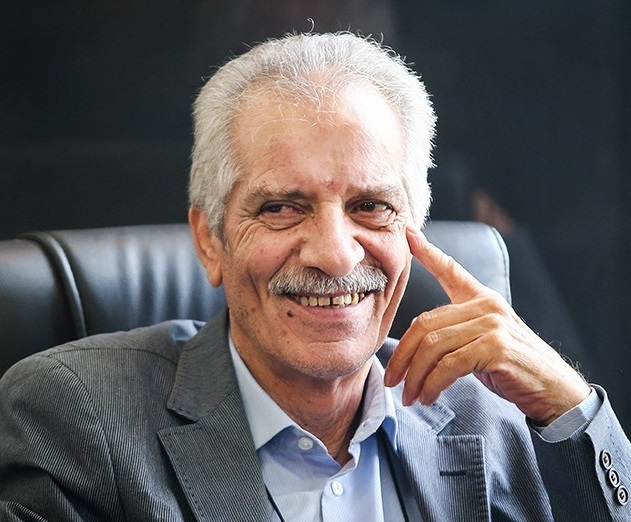
منصور پورحیدری

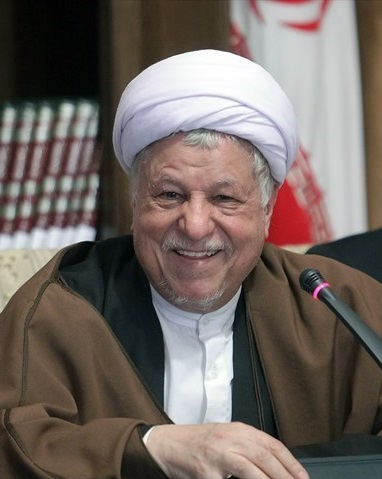
اکبر هاشمی رفسنجانی

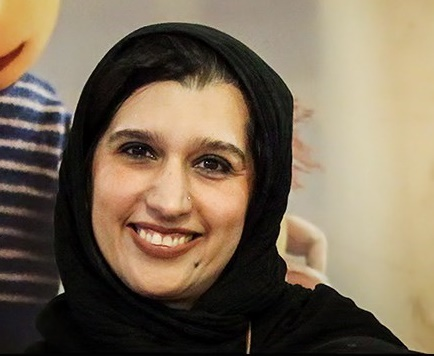
دنیا فنی زاده

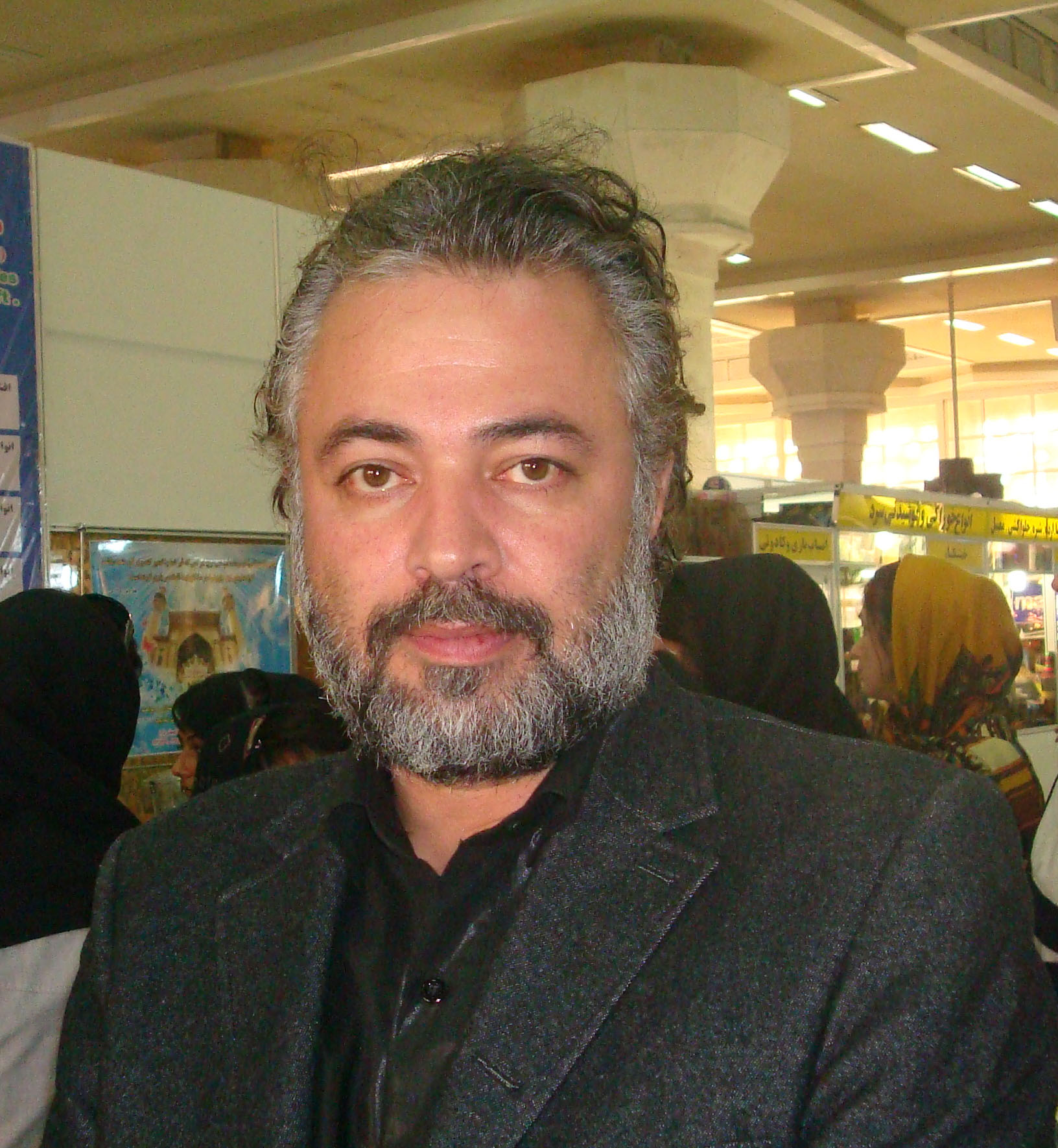
حسن جوهرچی

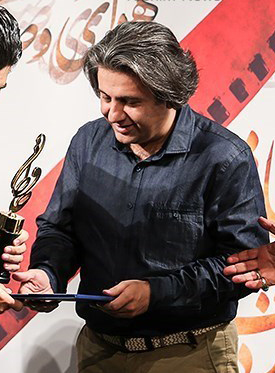
افشین یداللهی

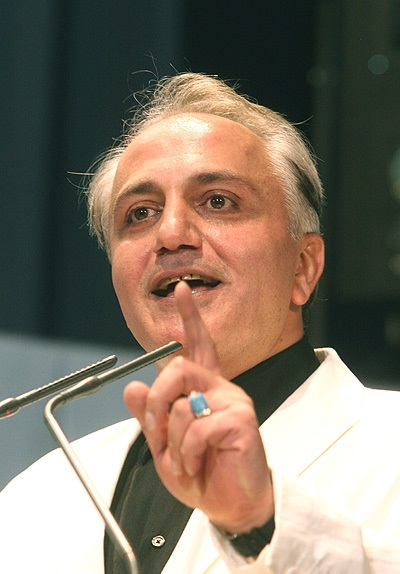
علی معلم

### فروردین
- ۳ فروردین - سیمین صفامهر، دونده ایرانی (زادهٔ ۱۳۲۶)
- ۱۳ فروردین - قاسم هاشمی‌نژاد، نویسنده و روزنامه‌نگار ایرانی (زادهٔ ۱۳۱۹)
- ۱۵ فروردین - حمیدرضا گنگوزهی، معلم ایرانی اهل خاش (زادهٔ ؟)
- ۱۶ فروردین - فرشید رمزی، تهیه‌کننده ایرانی شوی موسیقی (زادهٔ ۱۳۲۰)
- ۱۷ فروردین - حسن نجفی، شاعر و مترجم ایرانی (زادهٔ ۱۳۱۲)
- ۱۷ فروردین
  - جواد لشکری، موسیقیدان و نوازنده ایرانی (زادهٔ ۱۳۰۲)
  - محمدرضا غیاث آبادی، بازیگر ایرانی (زادهٔ ؟)
- ۱۸ فروردین - محمود بقال‌زاده، فوتبالیست ایرانی (زادهٔ ؟)
- ۲۰ فروردین - ثریا حکمت، بازیگر ایرانی سینما و تلویزیون (زادهٔ ۱۳۳۲)
- ۲۰ فروردین - منوچهر ستوده، ایران‌شناس و جغرافی‌دان ایرانی (زادهٔ ۱۲۹۲)
- ۲۸ فروردین
  - حمید خادمی، مترجم و ویراستار ایرانی (زادهٔ ۱۳۴۰)
  - جابر عناصری، شاهنامه‌پژوه و ایران‌شناس (زادهٔ ۱۳۲۴)
- ۳۱ فروردین - مهرداد اولادی، فوتبالیست ایرانی (زادهٔ ۱۳۶۴)

### اردیبهشت
- ۳ اردیبهشت - میهن بهرامی، روانشناس و داستانویس (زاده ۱۳۲۶)
- ۱۰ اردیبهشت - جعفر کازرانی، نویسنده (زاده ۱۳۲۵)
- ۱۱ اردیبهشت - ناصرالدین شاه‌حسینی، داستان‌نویس ایرانی (زادهٔ ۱۳۰۳)
- ۱۴ اردیبهشت - فرید کشن‌فلاح، چهره‌پرداز ایرانی (زادهٔ ۱۳۳۹)
- ۱۵ اردیبهشت - سهراب طاهر، شاعر ایرانی (زادهٔ ۱۳۰۵)
- ۱۶ اردیبهشت - غلامحسین شکوهی، پدر علم تعلیم و تربیت ایران (زادهٔ ۱۳۰۵)
- ۱۷ اردیبهشت - علی بیک محمدنژاد، کشتی‌گیر ایرانی (زادهٔ ۱۳۶۵)
- ۱۸ اردیبهشت - محمدعلی حسین‌زاده، نمایندهٔ مراغه در مجلس ایران (زادهٔ ۱۳۵۶)
- ۲۱ اردیبهشت - سهراب قربانف، نقاش تاجیک (زادهٔ ۱۳۲۵)
- ۲۲ اردیبهشت - محمد ناظری، فرمانده نظامی ایرانی (زادهٔ ۱۳۳۴)
- ۲۵ اردیبهشت - علیرضا نیکورفتار راد، مربی ایرانی بسکتبال (زادهٔ ۱۳۵۱)
- ۲۸ اردیبهشت - بهمن بهلولی، داور بین‌المللی فوتبال، اهل ایران (زادهٔ ؟)
- ۳۱ اردیبهشت - پرویز کلانتری، طراح و نویسنده ایرانی (زادهٔ ۱۳۱۰)

### خرداد
- ۱ خرداد - ملا اختر منصور، رهبر طالبان (زادهٔ ۱۳۴۷)
- ۶ خرداد - هادی پاکزاد، آهنگساز و خواننده (زاده ۱۳۶۱)
- ۷ خرداد - فضل‌الله علیپور، جنگلبان ایرانی
- ۷ خرداد
  - محمدکاظم سیفیان، پنجمین شهردار تهران (زادهٔ ۱۳۱۴)
  - محمد علی کلی، بکسور (زاده ۱۳۲۱)
- ۱۶ خرداد - محمدعلی مولوی، پدر علم ژنتیک ایران (زادهٔ ۱۳۰۰)
- ۱۸ خرداد - کامران باختر، بازیگر ایرانی سینما (زادهٔ ۱۳۲۵)
- ۱۹ خرداد - سعید خلخالی، بسکتبالیست ایرانی (زادهٔ ۱۳۲۳)
- ۲۱ خرداد - حبیب محبیان، خواننده، آهنگساز، نوازنده و ترانه‌سرای ایرانی (زادهٔ ۱۳۲۶)
- ۲۲ خرداد
  - اصغر بیچاره، عکاس، بازیگر و کارگردان ایرانی (زادهٔ ۱۳۰۶)
  - حمید سبزواری، شاعر ایرانی (زادهٔ ۱۳۰۴)
- ۲۳ خرداد - اصغر نیک ورز، بازیگر سینما و تلویزیون (زاده ۱۳۱۴)
- ۲۶ خرداد - عباس شفیعی، پدر داروسازی نوین ایران (زادهٔ ۱۳۱۶)
- ۲۷ خرداد - امیر عشیری، نویسنده ایرانی داستان‌های پلیسی (زادهٔ ۱۳۰۳)

### تیر
- ۲ تیر - مصطفی کمال پورتراب، آهنگ‌ساز ایرانی (زادهٔ ۱۳۰۳)
- ۳ تیر - محمدرفیع ضیایی، کاریکاتوریست ایرانی (زادهٔ ۱۳۲۷)
- ۷ تیر - علی دادمان، فعال اقتصادی و سیاستمدار ایرانی (زادهٔ ؟)
- ۱۰ تیر - زینت‌السادات علویه همایونی، فقیه و مجتهد شیعه (زادهٔ ۱۲۹۶)
- ۱۲ تیر - نظام عامری، معمار و طراح ایرانی (زادهٔ ۱۳۰۵)
- ۱۳ تیر - رحیم مسلمانیان، ادیب تاجیک (زادهٔ ۱۳۱۴)
- ۱۴ تیر - عباس کیارستمی، کارگردان ایرانی (زادهٔ ۱۳۱۹)
- ۱۵ تیر
  - سید حسین انوری، سیاستمدار افغانی (زادهٔ ۱۳۳۵)
  - ناصر برهان آزاد، مدیر تولید سینما، اهل ایران (زادهٔ ؟)
- ۱۶ تیر - ملیحه نیکجومند، بازیگر ایرانی (زادهٔ ۱۳۱۲)
- ۱۷ تیر - بهمن زرین‌پور، بازیگر (زادهٔ ۱۳۲۰)
- ۱۸ تیر - جواد شهرستانی، مهندس و سی و سومین شهردار تهران (زادهٔ ۱۳۰۳)
- ۱۹ تیر - مهدیه الهی قمشه‌ای، شاعر، محقق و مولوی‌پژوه ایرانی (زادهٔ ۱۳۱۶)
- ۱۹ تیر - ایرج خدری، بسکتبالیست ایرانی (زادهٔ ۱۳۵۰)
- ۲۳ تیر - جمشید ارجمند، مترجم و منتقد سینما اهل ایران (زادهٔ ۱۳۱۸)
- ۲۷ تیر - رسول ده‌بزرگی، کشتی‌گیر ایرانی (زادهٔ ۱۳۴۸)
- ۲۸ تیر - احد برنجی، ورزشکار ایرانی دو و میدانی (زادهٔ ۱۳۲۰)
- ۳۰ تیر - علی‌اکبر ترابی، نویسنده و جامعه‌شناس ایرانی (زادهٔ ۱۳۰۵)

### مرداد
- ۵ مرداد - خالوحسین کوهکن، سازنده غار سنگی خود، با یک پا و یک کلنگ، در مدت ۲۰ سال (زادهٔ ۱۳۰۹)
- ۱۰ مرداد - پرویز صبری، کارگردان و بازیگر ایرانی (زادهٔ ۱۳۲۹)
- ۱۳ مرداد - شهرام امیری، فیزیکدان (زاده ۱۳۵۷)
- ۱۴ مرداد - رجب محمدزاده، رزمنده ایرانی و جانباز جنگ ایران و عراق (زادهٔ ۱۳۱۷)
- ۱۶ مرداد
  - پرویز شاهین‌خو، بازیگر ایرانی (زادهٔ ۱۲۹۴)
  - محمدحسین جزیره‌ای، جنگل‌شناس ایرانی (زادهٔ ۱۳۰۱)
- ۱۸ مرداد - عادل تاروردی پوررضایی، سفالگر ایرانی (زادهٔ ۱۳۱۰)
- ۲۱ مرداد - مجید نجاحی، نوازندهٔ سنتور اهل ایران (زادهٔ ۱۳۱۳)
- ۲۲ مرداد - ضیاءالدین جاوید، نقاش و معمار ایرانی (زادهٔ ۱۳۲۲)
- ۳۱ مرداد - مسعود زنگنه، نوازندهٔ فلوت و مدرس موسیقی اهل ایران (زادهٔ ۱۳۲۶)

### شهریور
- ۲ شهریور - علی‌اصغر شعرباف، معمار ایرانی (زادهٔ ۱۳۱۰)
- ۳ شهریور - محمد حیدری، ردیف‌دان و آهنگ‌ساز ایرانی (زادهٔ ۱۳۱۶)
- ۵ شهریور
  - داوود رشیدی، بازیگر تئاتر، سینما و تلویزیون اهل ایران (زادهٔ ۱۳۱۲)
  - علی والیان، مینیاتوریست ایرانی (زادهٔ ۱۳۲۲)
- ۹ شهریور - نشان تانیک، مجسمه‌ساز ایرانی ارمنی‌تبار (زاده ۱۳۲۸)
- ۱۰ شهریور - نیلوفر خرم‌نیک، بازیگر ایرانی (زادهٔ ؟)
- ۱۱ شهریور
  - حمید یزدان‌پناه، شاعر و مترجم ایرانی (زادهٔ ۱۳۱۷)
  - منصور شمسا، پزشک و پژوهشگر ایرانی رئیس انیستیتو پاستور (زادهٔ ۱۳۰۱)
- ۱۷ شهریور - فرهنگ شریف، نوازندهٔ تار اهل ایران (زادهٔ ۱۳۱۰)
- ۱۹ شهریور - دریادار غلامرضا شیرانی، فرمانده منطقه دوم دریایی ایران (زادهٔ ۱۳۴۷)
- ۲۲ شهریور - علی جوان فیزیک‌دان ایرانی (زادهٔ ۱۳۰۵)
- ۲۷ شهریور - بهمن گلبارنژاد، دوچرخه‌سوار تیم ملی معلولین ایران (زادهٔ ۱۳۴۷)

### مهر
- ۶ مهر - جمشید آموزگار، سیاستمدار ایرانی و هفتاد و یکمین نخست‌وزیر ایران (زادهٔ ۱۳۰۲)
- ۲۲ مهر - سیف‌الدین نجم‌آبادی، استاد ایرانی رشتهٔ ایران‌شناسی (زادهٔ ۱۳۰۱)
- ۲۳ مهر - کمال‌الدین میرحبیب‌اللهی، فرمانده نظامی ایرانی (زادهٔ ۱۳۰۸)
- ۲۴ مهر - سعید کشن‌فلاح، کارگردان و بازیگر تئاتر و سینما اهل ایران (زادهٔ ۱۳۳۵)

### آبان
- ۶ آبان – سید تقی طباطبایی قمی، روحانی شیعه ایرانی (زادهٔ ۱۳۰۱)
- ۱۲ آبان – علی‌اکبر گودرزی، شاعر و صداپیشهٔ ایرانی (زادهٔ ۱۳۳۳)
- ۱۳ آبان – فریدون نوزاد، شاعر، نویسنده و بازیگر ایرانی (زادهٔ ۱۳۰۱)
- ۱۴ آبان – منصور پورحیدری، بازیکن و سرمربی فوتبال اهل ایران (زادهٔ ۱۳۲۴)
- ۱۴ آبان – محسن سیف، منتقد سینما اهل ایران (زادهٔ ۱۳۲۴)
- ۱۶ آبان – جعفر شجونی، روحانی شیعه و سیاستمدار ایرانی (زادهٔ ۱۳۱۱)
- ۱۸ آبان – توران میرهادی، نویسنده ادبیات کودک اهل ایران (زادهٔ ۱۳۰۶)
- ۲۲ آبان – محمدابراهیم شریف‌زاده، خواننده و آهنگساز موسیقی سنتی خراسان اهل ایران (زادهٔ ؟)
- ۲۵ آبان – سیروس نیرو، شاعر، نویسنده و منتقد ادبی ایرانی (زادهٔ ۱۳۰۹)
- ۲۷ آبان – طاهره دباغ، مبارز انقلابی و سیاستمدار ایرانی (زادهٔ ۱۳۱۸)
- ۲۹ آبان
  - مهدی حبیبی، ورزشکار ایرانی (زادهٔ ۱۳۵۷)
  - حسن شایانفر، روزنامه‌نگار ایرانی (زادهٔ ۱۳۳۵)

### آذر
- ۲ آذر – سلیم مؤذن‌زاده اردبیلی، مداح ایرانی (زادهٔ ۱۳۱۵)
- ۳ آذر – سید عبدالکریم موسوی اردبیلی، روحانی شیعه و سیاستمدار ایرانی (زادهٔ ۱۳۰۴)
- ۵ آذر - فیدل کاسترو،انقلابی و رهبر سابق کوبا (زاده 1926)
- ۶ آذر – محمد فاضل استرآبادی، روحانی شیعه و سیاستمدار ایرانی (زادهٔ ۱۳۱۴)
- ۷ آذر – سید محمدنقی شاهرخی خرم‌آبادی، روحانی شیعه و سیاستمدار ایرانی (زادهٔ ۱۳۱۳)
- ۸ آذر – محمد زرین‌دست، سینماگر ایرانی (زادهٔ ۱۳۱۳)
- ۱۵ آذر – آلبرت دانیال‌زاده، زیست‌شیمی‌دان ارمنی اهل ایران (زادهٔ ۱۳۱۰)
- ۱۵ آذر – حسین کمایی، فوتبالیست ایرانی (زادهٔ ۱۳۲۳)
- ۱۹ آذر – علی باقرزاده، شاعر، نویسنده و بازرگان ایرانی (زادهٔ ۱۳۰۸)
- ۲۳ آذر – ابراهیم اسرافیلیان، سیاستمدار ایرانی (زادهٔ ۱۳۱۴)
- ۲۷ آذر – جعفر والی، سینماگر ایرانی (زادهٔ ۱۳۱۲)
- ۲۸ آذر
  - محمد واعظ‌زاده خراسانی، روحانی شیعه و مدرس علوم دینی اهل ایران (زادهٔ ۱۳۰۴)
  - نیما طباطبایی، کارگردان مستند من ناصر حجازی هستم… (زاده ۱۳۵۶)

### دی
- ۸ دی – دنیا فنی‌زاده، عروسک‌گردان و بازیگر (زادهٔ ۱۳۴۶)
- ۹ دی – پوران فرخزاد، شاعر، نویسنده و روزنامه‌نگار (زادهٔ ۱۳۱۱)
- ۱۷ دی - سعید فاطمی، منشی مخصوص دکتر محمد مصدق (زاده ۱۳۰۳)
- ۱۱ دی - قادر مولان پور، مردی که خانواده‌اش در فاجعه بمباران شیمیایی سردشت شهید می شوند (زاده ١٣٢۵)
- ۱۸ دی – منصور عبائی، حشره‌شناس ایرانی (زادهٔ ۱۳۱۸)
- ۱۹ دی - کاظم سیدعلیخانی، بازیکن فوتبال  (زادهٔ ۱۳۳۳)
- ۱۹ دی - اکبر هاشمی رفسنجانی، سیاست‌مدار ایرانی رئیس مجمع تشخیص مصلحت نظام و عضو مجلس خبرگان رهبری زاده (۱۳۱۳)
- ۲۰ دی – علی شریعتمداری، نویسنده و وزیر سابق فرهنگ ایران (زادهٔ ۱۳۰۲)
- ۲۱ دی – عباس ماهیار، خاقانی‌شناس و پژوهشگر ادبی (زادهٔ ۱۳۱۶)
- ۲۵ دی – محمداحمد پناهی سمنانی، تاریخدان و پژوهشگر فولکور (زادهٔ ۱۳۱۳)
- ۲۶ دی – رکن‌الدین خسروی، نویسنده، مترجم و کارگردان تئاتر (زادهٔ ۱۳۰۸)
- ۲۹ دی – محمد اوشال، آهنگ‌ساز، تنظیم‌کننده و رهبر ارکستر (زادهٔ ۱۳۲۰)
- ۳۰ دی – کسری حاج سیدجوادی، نویسنده، شاعر و روزنامه‌نگار (زادهٔ ۱۳۲۳)

### بهمن
- ۲ بهمن - علی‌اکبر صارمی، معمار ایرانی (زادهٔ ۱۳۲۲)
- ۵ بهمن – جمشید گیوناشویلی، ایران‌شناس و دیپلمات گرجی (زادهٔ ۱۳۱۰)
- ۹ بهمن – کاظم افرندنیا، بازیگر ایرانی (زادهٔ ۱۳۲۴)
- ۱۵ بهمن – حسن جوهرچی، بازیگر ایرانی (زادهٔ ۱۳۴۷)
- ۲۳ بهمن – بارق شفیعی، سیاستمدار افغانی (زادهٔ ۱۳۱۰)

### اسفند
- ۲ اسفند – ایران بزرگمهری راد، دوبلور ایرانی (زادهٔ ۱۳۱۸)
- ۵ اسفند – اشرف بهادرزاده، نیکوکار ایرانی (زادهٔ ۱۳۰۴)
- ۱۲ اسفند – مهین کسمایی، دوبلور ایرانی (زادهٔ ۱۳۱۷)
- ۱۶ اسفند – احمد عزیزی، شاعر ایرانی (زادهٔ ۱۳۳۷)
- ۲۳ اسفند
  - علی معلم، نویسنده و سینماگر ایرانی (زادهٔ ۱۳۴۱)
  - ادیب برومند، شاعر و رئیس جبهه ملی ایران (زادهٔ ۱۳۰۳)
  - ویدا حاجبی، فعال سیاسی و نویسندهٔ ایرانی (زادهٔ ۱۳۱۴)
- ۲۴ اسفند – خسرو شجاع‌زاده، بازیگر ایرانی (زادهٔ ۱۳۲۴)
- ۲۵ اسفند – افشین یداللهی، ترانه‌سرای ایرانی (زادهٔ ۱۳۴۷)
- ۲۹ اسفند – پرویز بشردوست، بازیگر و کارگردان تئاتر اهل ایران (زادهٔ ۱۳۲۹)